# Moushan (köpinghuvudort i Kina, Zhejiang Sheng, lat 30,08, long 120,99)
Moushan är en köpinghuvudort i Kina. Den ligger i provinsen Zhejiang, i den östra delen av landet, omkring 81 kilometer öster om provinshuvudstaden Hangzhou. Antalet invånare är 20 033. Befolkningen består av 9 812 kvinnor och 10 221 män. Barn under 15 år utgör 10,0 %, vuxna 15-64 år 77 %, och äldre över 65 år 11,0 %.
Runt Moushan är det tätbefolkat, med 709 invånare per kvadratkilometer. Närmaste större samhälle är Shangyu, 13,2 km sydväst om Moushan. Trakten runt Moushan består till största delen av jordbruksmark.
Genomsnittlig årsnederbörd är 1 778 millimeter. Den regnigaste månaden är juni, med i genomsnitt 285 mm nederbörd, och den torraste är januari, med 60 mm nederbörd.